# Kaštela
Kaštela [kaʃˈtɛla]  er en by i distriktet Split-Dalmatia i Kroatien med 38.667 indbyggere (2011 folketælling).
Byen ligger på kysten af det centrale Dalmatien mellem byerne Trogir og Split. I det 15. og 16. århundrede blev der bygget 13 forter på den cirka 16 km lange kyststribe, for at tjene som forsvar mod angreb fra tyrkerne. Med tiden opstod der byer omkring disse forter, der i dag danner byen Kaštela og gav den sit navn.
Syv af de 13 slotte er stadig bevaret: Kaštel Štafilić, Kaštel Novi, Kaštel Stari, Kaštel Lukšić, Kaštel Kambelovac, Kaštel Gomilica, Kaštel Sućurac.
Kystafsnittet er klimatisk beskyttet af Kozjak-bjergene. I baglandet dyrkes frugt, oliven, vin og grøntsager. Derudover er Kaštela et turistcenter og et populært udflugtsmål for indbyggerne i Split. Splits internationale lufthavn ligger også her.